# Picamatalassos
Un picamatalassos és un estri emprat per a picar o netejar de pols els matalassos, habitualment fet de vímet trenat i de forma plana i rodona.
Etimologia: Ve de picar i matalàs. A la vegada matalàs tė l'etimologia: Del català antic matalaf, de l'àrab مَطْرَح (maṭraḥ, «coixí gran per asseure’s a terra»), de طرح (ṭáraḥa, «estendre, ajeure's»), segle xiv.